# S písní v tísni
S písní v tísni je český hraný film z roku 2022, který režíroval Jiří Vejdělek. Snímek měl premiéru dne 30. října 2022.

## Děj
Jonasovi se moc nedaří. Jako boxer je právě mimo formu. Protože musel brát dlouho antibiotika, trenér ho odmítne nominovat do nadcházející boxerské soutěže. Jonas pracuje v baru, kde se dostane do konfliktu se zákazníkem a čelí kvůli tomu trestnímu oznámení. Také jeho vztah s přítelkyní Klárou prochází krizí. K tomu má podezření na rakovinu konečníku, které se naštěstí nepotvrdí. Má však poškozené tlusté střevo, které je nutné léčit.

## Obsazení
| Jan Nedbal             | Jonas                                 |
| Kateřina Klausová      | Klára                                 |
| Kateřina Marie Fialová | Silva                                 |
| Adam Ernest            | Dejv                                  |
| Ondřej Malý            | trenér                                |
| Vojtěch Hrabák         | Martin                                |
| Magdaléna Borová       | gastroenteroložka                     |
| Lucie Juřičková        | praktická lékařka                     |
| Pavel Tesař            | chirurg                               |
| Lilian Malkina         | Kluzáková                             |
| Jaromír Nosek          | majitel baru                          |
| Robin Ferro            | holič                                 |
| Václav Rašilov         | otec Kláry                            |
| Milan Enčev            | pacient                               |
| Hana Drozdová          | zdravotní sestra praktické lékařky    |
| Kateřina Pechová       | zdravotní sestra na gastroenterologii |
| Jana Trojanová         | zdravotní sestra na chirurgii         |
| Dagmar Křížová         | recepční                              |
| Jiří Roskot            | host v baru                           |
| David Vedral           | boxer                                 |
| Filip Vedral           | boxer                                 |